# Дзельбио
Дзельбио (итал. Zelbio) — коммуна в Италии, находится в регионе Ломбардия, в провинции Комо.
Население составляет 195 человек (2008), плотность населения составляет 49 чел./км². Занимает площадь 4 км². Почтовый индекс — 22020. Телефонный код — 031.
В коммуне 25 января особо празднуется Обращение апостола Павла.

## Демография
Динамика населения:

## Администрация коммуны
- Официальный сайт: https://web.archive.org/web/20070206175449/http://www.comunedizelbio.it/prima.htm